# MBC 가요대제전의 출연진 목록
이 문서는 MBC 가요대제전의 역대 출연진을 담고 있다.

## 역대 출연진

### 2005년
| - god - MC몽 - SS501 - 김종국 - 버즈 - 송대관 - 아이비 | - 에픽하이 - 엠씨 더 맥스 - 원타임 - 장윤정 - 코요태 - 태진아 - 휘성 |

### 2006년
| - MC몽 - SS501 - 동방신기 - 백지영 - 빅뱅 - 세븐 - 송대관 - 슈퍼주니어 - 신승훈 | - 이루 - 이미자 - 이승기 - 인순이 - 장리인 - 장윤정 - 천상지희 더 그레이스 - 태진아 - 테이 |

### 2007년
| - FT아일랜드 - SG워너비 - 바다 - 박진영 - 백지영 - 빅뱅 - 서인영 - 송대관 - 양파 | - 에픽하이 - 원더걸스 - 윤하 - 이루 - 이수영 - 장윤정 - 태진아 - 휘성 |

### 2008년
| - 2PM - MC몽 - SG워너비 - SS501 - 김종국 - 박현빈 - 백지영 - 브라운 아이드 걸스 - 비 - 빅뱅 | - 샤이니 - 소녀시대 - 손담비 - 송대관 - 에픽하이 - 원더걸스 - 장윤정 - 전진 - 쥬얼리 - 태진아 |

### 2009년
| - 2PM - f(x) - MC몽 - SG워너비 - 김태우 - 다비치 - 박진영 - 박현빈 - 백지영 - 브라운 아이드 걸스 - 샤이니 - 소녀시대 | - 손담비 - 슈퍼주니어 - 신문희 - 애프터스쿨 - 이승기 - 쥬얼리 - 최소리 - 카라 - 태진아 - 티아라 - 포미닛 |

### 2010년
| - 2AM - 2NE1 - 2PM - f(x) - FT 아일랜드 - GD&TOP - ZE:A - 나르샤 - 다비치 - 레인보우 - 미쓰에이 - 보아 - 비스트 - 샤이니 - 서인영 - 소녀시대 - 송대관 - 슈퍼주니어 | - 슈프림팀 - 시크릿 - 씨스타 - 씨엔블루 - 아이유 - 애프터스쿨 - 옴므 - 유키스 - 윤하 - 인피니트 - 임정희 - 카라 - 케이윌 - 태진아 - 티아라 - 포미닛 - 홍진영 |

### 2011년
| - 2PM - B1A4 - f(x) - FT아일랜드 - 걸스데이 - 권리세 - 김범수 - 노라조 - 다비치 - 달샤벳 - 데이비드 오 - 동방신기 - 레인보우 - 미쓰에이 - 박상철 - 박정현 - 박현빈 - 백지영 - 백청강 - 보이프렌드 - 브라운아이드걸스 - 비스트 | - 샤이니 - 소녀시대 - 슈퍼주니어 - 시크릿 - 신문희 - 씨스타 - 씨엔블루 - 아이유 - 애프터스쿨 - 엠블랙 - 에이핑크 - 원더걸스 - 유키스 - 이소라 - 인피니트 - 지나 - 카라 - 케이윌 - 티아라 - 틴탑 - 포미닛 |

### 2012년 - The History Of K-POP
| - 100% - 2AM - 2NE1 - 4Minute - A-JAX - B.A.P - B1A4 - BTOB - EXO-K - f(x) - FT아일랜드 - 가인 - 걸스데이 - 광희 - 노지훈 - 다이나믹 듀오 - 달샤벳 - 동방신기 - 미쓰에이 - 박명수 - 박진영 - 비스트 - 빅뱅 - 빅스타 | - 샤이니 - 손담비 - 슈퍼주니어 - 시크릿 - 싸이 - 씨스타 - 씨엔블루 - 애프터스쿨 - 에이핑크 - 에일리 - 에픽하이 - 엠블랙 - 이하이 - 인피니트 - 주니엘 - 카라 - 케이윌 - 코요태 - 쿨 - 크레이지노 - 티아라 - 틴탑 - 프라이머리 |

### 2013년 - 지금은 K-POP 시대
| - 2PM - Apink - B.A.P - B1A4 - BEAST - Bizzy - BTOB - CNBLUE - EXO - f(x) - TEENTOP - VIXX - ZE:A - 걸스데이 - 달샤벳 - 레이디스코드 - 레인보우 - 미쓰에이 - 박수진 - 박현빈 - 방탄소년단 - 블락비 | - 설운도 - 소녀시대 - 송진영 - 시크릿 - 씨스타 - 아이유 - 애프터스쿨 - 에일리 - 윤미래 - 이적 - 이효리 - 인순이 - 인피니트 - 임창정 - 카라 - 케이윌 - 크레용팝 - 타이거JK - 탑텐 - 태진아 - 포미닛 - 한동근 - 홍진영 |

### 2014년 - B.I.G.I.N
| - 2PM - AOA - Apink - B1A4 - CNBLUE - EXO - GOT7 - VIXX - Zion.T - 걸스데이 - 규현 - 다이나믹 듀오 - 동방신기 - 러블리즈 - 레드벨벳 - 마마무 - 방탄소년단 - 보이프렌드 - 블락비 - 비스트 - 비투비 | - 선미 - 씨스타 - 소녀시대 - 시크릿 - 에일리 - 인피니트 - 임창정 - 정기고 - 종현 - 주영 - 카라 - 크러쉬 - 태진아 - 티아라 - 틴탑 - 플래닛쉬버 - 플라이 투 더 스카이 - 포미닛 - 허각 - 형돈이와 대준이 - 홍진영 |

### 2015년 - 가요대백과
| - 2PM - AOA - Apink - B1A4 - B.A.P - CNBLUE - EXID - EXO - GOT7 - VIXX - Zion.T - 다이나믹 듀오 - 러블리즈 - Red Velvet - 비투비 - 마마무 - 몬스타엑스 - 박진영 | - 방탄소년단 - 백지영 - 샤이니 - 세븐틴 - 소나무 - 소녀시대 - 신화 - 신승훈 - 업텐션 - 여자친구 - 원더걸스 - 인피니트 - 크러쉬 - 태연 - 태진아 - 틴탑 - 포미닛 - 홍진영 |

### 2016년 - Korean Music Festival
| - AOA - Apink - B1A4 - B.A.P - CNBLUE - EXID - EXO - GOT7 - S.E.S. - TWICE - VIXX - 비투비 - 레드벨벳 - 마마무 | - 몬스타엑스 - 방탄소년단 - 샤이니 - 신화 - 씨스타 - 업텐션 - 여자친구 - 인피니트 - 태연 - 태진아 - 터보 - 하현우 - 한동근 - 홍진영 |

### 2017년 - The FAN
| - ASTRO - B.A.P - 비투비 - EXID - EXO - GOT7 - NCT 127 - 프리스틴 - TWICE - VIXX - Wanna One - WINNER - 노브레인 - 듀에토 - 러블리즈 | - Red Velvet - 마마무 - 몬스타엑스 - 방탄소년단 - 볼빨간사춘기 - 선미 - 세븐틴 - 신현희와 김루트 - 어반자카파 - 여자친구 - 우주소녀 - 젝스키스 - 틴탑 - 현아 - 황치열 |

### 2018년 - The Live
일산 드림센터 공개홀
| - Apink - 비투비 - EXO - GOT7 - NCT DREAM - Stray Kids - 더보이즈 - Wanna One - WINNER - 구구단 - 동방신기 - 러블리즈 - Red Velvet - 모모랜드 - 몬스타엑스 | - TWICE - 바이브 - 방탄소년단 - 백지영 - 벤 - 볼빨간사춘기 - 비지 - 선미 - 선우정아 - 세븐틴 - 여자친구 - 윤미래 - 타이거JK - 홍진영 - 환희 |

상암 방송센터 A 스튜디오
| - iKON - 골든차일드 - 노라조 - 마마무 | - VIXX - (여자)아이들 - 오마이걸 - 우주소녀 |

### 2019년 - THE CHEMISTRY
일산 스튜디오
| - AOA - ASTRO - GOT7 - ITZY - 몬스타엑스 - 국카스텐 - Stray Kids - 노라조 - 뉴이스트 | - 러블리즈 - 마마무 - 셀럽파이브 - (여자)아이들 - 오마이걸 - 장우혁 - 청하 - 홍진영 |

상암 방송센터 A 스튜디오
| - 던 - TWICE - 규현 - 더보이즈 - Red Velvet | - 성시경 - 이석훈 - 태민 - 현아 |

롯데월드타워
| - NCT - 김재환 - 세븐틴 - 송가인 - 우주소녀 |

### 2020년 - THE MOMENT
| - (여자)아이들 - aespa - CRAVITY - GOT7 - ITZY - NCT - 강승윤 - 노라조 - 더보이즈 | - 둘째이모 김다비 - 마마무 - 몬스타엑스 - 박진영 - 비 - 송가인 - 스트레이 키즈 - 아이즈원 - 엄정화 - 오마이걸 | - 이달의 소녀 - 임영웅 - 제시 - 트로트의 민족 TOP4 - 트와이스 - 폴킴 - 헨리 - 화사 |

### 2021년 - TOGETHER
| - 10CM - aespa - ITZY - IVE - MSG 워너비 (정상동기) - MSG 워너비 (M.O.M) - NCT 127 - NCT DREAM - NCT U - TAN - YB | - 김동현 (AB6IX) - 김민주 - 김연자 - 노라조 - 더보이즈 - 레드벨벳 - 마마무 - 미연 ((여자)아이들) - 방과후 설렘 - 브레이브걸스 - 선우정아 - 셀럽파이브 | - 소연 ((여자)아이들) - 송가인 - 스테이씨 - 스트레이 키즈 - 아스트로 - 아이키 - 양희은 - 오마이걸 - 이무진 - 임영웅 - 찬희 (SF9) - 키노 (펜타곤) - 환웅 (원어스) |

### 2022년 - With Love
| - (여자)아이들 - 10CM - aespa - ATEEZ - BE'O - Big Naughty - Billlie - CLASS:y - ITZY - IVE - Kep1er | - NCT 127 - NCT DREAM - NMIXX - Stray Kids - TEMPEST - 김요한(위아이) - 더보이즈 - 려욱(슈퍼주니어) - 마마무 - 몬스타엑스 - 문빈&윤산하 - 송가인 - 아린(오마이걸) | - 영탁 - 유태양(SF9) - 윤종신 - 윤하 - 이무진 - 자우림 - 정동원 - 조수미 - 최예나 - 최유정(위키미키) - 츄 - 코요태 - 포레스텔라 |

### 2023년 - 꿈의 기록
| - &TEAM - (여자)아이들 - 2AM - aespa - ATBO - ATEEZ - 백호 - BEBE - BOYNEXTDOOR - CRAVITY - DAY6 - ENHYPEN - FANTASY BOYS - fromis 9 - Kep1er - ITZY | - IVE - NCT 127 - NCT DREAM - NCT U - NiziU - NMIXX - RIIZE - 샤이니 - STAYC - Stray Kids - V1LLION by 1MILLION - ZEROBASEONE - 권은비 - 다이나믹 듀오 - 더보이즈 | - 루시 - 영탁 - 원탑 - 윤상 - 이영지 - 이적 - 장민호 - 주주 시크릿 - 폴킴 - 효연(소녀시대) |

### 2024년 - 워너비
| - aespa - 에이티즈 - BOYNEXTDOOR - DAY6 - ENHYPEN - ITZY - IVE - NCT 127 - NCT DREAM - NCT WISH - NewJeans - 플레이브 | - RIIZE - Stray Kids - 투모로우바이투게더 - TWS - 제로베이스원 - (여자)아이들 - 영탁 - 이찬원 - 태민 (샤이니) | - 클라씨 - CRAVITY - 판타지 보이즈 - izna - KISS OF LIFE - 넥스지 - NMIXX - 스테이씨 - 이영지 - 존박 - fromis 9 |